# Chryzocystyda
Chryzocystyda, chrysocystyda (l. poj. łac. chrysocystidium, l.mn. chrysocystidia) – rodzaj cystyd występujący u niektórych gatunków grzybów. Są to cystydy, u których zawartość, lub niektóre struktury wewnątrzkomórkowe pod wpływem wodorotlenków (KOH, amoniak) barwią się na żółto. Ich występowanie ma znaczenie przy identyfikacji niektórych gatunków grzybów.
Chryzocystydy występują np. u niektórych gatunków z rodziny pierścieniakowatych (Strophariaceae), np. w rodzajach Pholiota (łuskwiak), Psilocybe (łysiczka). Mają na ogół kształt maczugowaty i bezkształtną, żółtawą zawartość.